# Dan Monahan
Dan Monahan est un acteur canadien né le 1er janvier 1955 à Ohmstead Falls, Ohio (États-Unis).

## Filmographie
- 1980 : Paradiso Blu : Peter
- 1981 : The Adventures of Huckleberry Finn (TV) : Tom Sawyer
- 1981 : Du rire aux larmes (Only When I Laugh) : Jason
- 1982 : Porky's : Pee Wee
- 1983 : Porky's 2 (Porky's II: The Next Day) : Pee Wee
- 1984 : Les Branchés du Bahut (en) (Up the Creek) : Max
- 1985 : Porky's Contre-Attaque (Porky's Revenge) : Pee Wee Morris
- 1987 : From the Hip de Bob Clark : Larry
- 1988 : Le Prince de Pennsylvanie (The Prince of Pennsylvania) : Tommy Rutherford
- 1997 : Les Ailes de la nuit : Merton Morrison
- 1998 : Shattered Illusions : Mark
- 1999 : P'tits Génies (Baby Geniuses) : Reporter
- 2000 : Romeo and Juliet (vidéo) : Friar Lawrence